# Radovan Karadžić
Pour les articles homonymes, voir Karadžić.
Radovan Karadžić (alphabet cyrillique serbe : Радован Караџић), né le 19 juin 1945 à Petnjica (actuel Monténégro), est un homme d'État yougoslave et criminel de guerre.
En 1992, il devient le premier président de la république serbe de Bosnie. Il est accusé de nettoyage ethnique pour les faits commis durant la guerre de Bosnie-Herzégovine, notamment pour le massacre de Srebrenica. Biljana Plavšić lui succède à la tête de la république serbe de Bosnie en 1996.
Après plusieurs années de fuite, il est arrêté en 2008 à Belgrade, puis transféré à La Haye. En 2019, le Mécanisme pour les Tribunaux pénaux internationaux le condamne définitivement à l’emprisonnement à perpétuité pour génocide (en particulier à Srebrenica), crimes contre humanité et violations des lois ou coutumes de la guerre.

## Jeunesse
Né dans le village de Petnjica (municipalité de Šavnik) au Monténégro, il passe son enfance à Nikšić toujours au Monténégro, près de la frontière avec la Bosnie, puis arrive en 1960 à Sarajevo où il poursuit des études de médecine. En juin 1968, il prononce des discours nationalistes serbes à la faculté de philosophie de Sarajevo.

## Carrière professionnelle

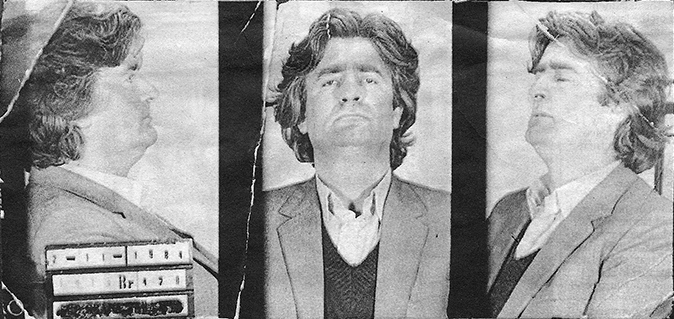
Photographie d'identité judiciaire de Radovan Karadžić prise après son arrestation en 1984.

Devenu docteur en médecine en 1971, il se spécialise dans la psychiatrie et tout particulièrement le traitement des névroses et de la dépression. Il passe l'année scolaire 1974-1975 à l'université Columbia de New York où il suit des cours de psychiatrie et de poésie.
En mars 1977, il travaille au Centre pour l’éducation des adultes Duro Dakovic de Sarajevo. De 1979 à 1992, il exerce au service de psychiatrie de l’hôpital d’État de Sarajevo. En 1983-1984, il est psychologue du club de football l'Étoile rouge Belgrade.
Entre 1984 et 1985, il passe onze mois en détention préventive pour détournement de fonds publics. Le 26 septembre 1985, il est condamné à trois ans de prison, mais il n'effectue pas cette peine.
Il est ensuite préparateur mental pour les joueurs du club de football FK Sarajevo.
Selon le footballeur international Predrag Pašić, lui aussi Serbe de Bosnie mais qui choisira de ne pas quitter les Bosniaques, Radovan Karadžić s'est soudainement transformé en un animal politique en révélant une deuxième « personnalité » totalement différente : « Il nous enseignait tout le temps à être ensemble, à avoir un esprit d'équipe, que la victoire ne comptait que si nous étions ensemble, que si nous respirions ensemble, que nous jouions ensemble, les uns pour les autres. Et l'homme politique refusait toute vie commune, et c'est lui qui a assiégé Sarajevo pendant trois ans. »

## Parcours politique

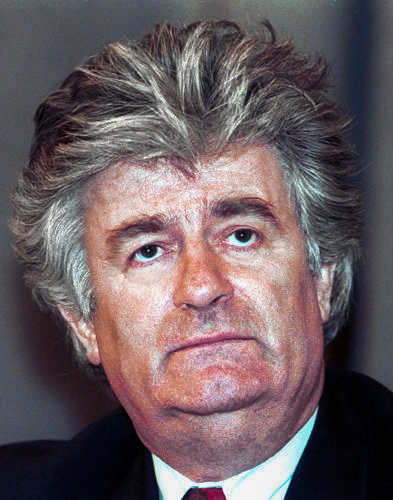
Radovan Karadžić en 1994.

En juillet 1990, à l'âge de 45 ans, Radovan Karadžić participe en Bosnie-Herzégovine à la fondation du parti politique Parti démocratique serbe (SDS). Ce parti se présente comme le parti nationaliste serbe équivalent du Partie d'action démocratique (SDA), principal parti musulman, et de l'Union Démocratique Croate (HDZ). Ces trois partis nationalistes formeront une coalition pour provoquer la chute du Parti socialiste au pouvoir (SDP, Parti socio-démocrate). La coalition sera néanmoins de courte durée à la suite du processus de dislocation de la fédération yougoslave.
Il prend la stature de principal chef nationaliste serbe le 14 octobre 1991, lorsqu'il déclare devant l'Assemblée parlementaire de Bosnie et Herzégovine : « Si vous continuez à soutenir la sortie de la Bosnie et Herzégovine de la fédération yougoslave, vous allez connaître le même enfer que celui qu'ont connu la Slovénie et la Croatie. Quant aux citoyens bosniaques de religion musulmane, ils risquent tout simplement de disparaître en cas de guerre car ils n'auront pas suffisamment d'armes pour se défendre,. » Après ce discours, les élus SDS se lèvent et quittent leur siège au Parlement, ce qui précipite la fracture de la Bosnie et Herzégovine en deux camps : d'un côté, les croates et musulmans, voulant la sortie de la Bosnie et Herzégovine de la fédération yougoslave, et de l'autre côté, les sympathisants SDS voulant l'annexion de la Bosnie et Herzégovine à la Serbie pour la constitution de la Grande Serbie sous la houlette de Slobodan Milošević.
Le 27 mars 1992, l'année suivant l'éclatement de la Yougoslavie, il devient président du Conseil de sécurité nationale de la république serbe de Bosnie (Republika Srpska). Le 12 mai suivant, il devient membre de la présidence à trois de la République serbe. Ensuite, du 17 décembre 1992 au 19 juillet 1996, il est président unique de la République serbe.
Il est accusé d'avoir ordonné le nettoyage ethnique des Bosniaques et des Croates lors de la guerre de Bosnie-Herzégovine. Biljana Plavšić le remplace à la présidence du pays le 19 juillet 1996. Inculpé de génocide, crimes de guerre et crimes contre l'humanité par le Tribunal pénal international pour l'ex-Yougoslavie (TPIY) en 1995, Radovan Karadžić quitte sa résidence de Pale une nuit de 1997 pour prendre la fuite.
Ces accusations lui valent parfois dans les médias le surnom de « boucher des Balkans » ou « boucher de Bosnie », à l'instar de Ratko Mladić, ex-commandant en chef des Serbes de Bosnie, poursuivi devant la même juridiction et pour les mêmes charges.

## Années de cavale
Il est dès lors activement recherché par les forces de l'ONU présentes en Bosnie-Herzégovine. L'avis de recherche d'Interpol indique notamment crimes contre l'humanité, atteintes graves à la convention de Genève de 1949, meurtre, et génocide, en particulier pour ce qui concerne le massacre de Srebrenica. Ses partisans affirment qu'il n'est pas plus coupable que n'importe quel chef politique en temps de guerre.

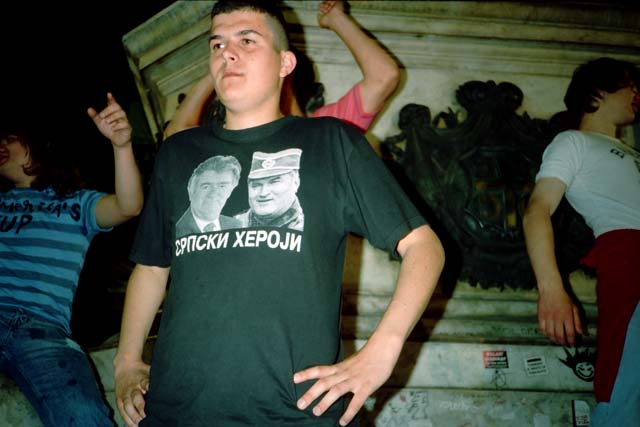
Jeunes Serbes soutenant Radovan Karadžić et Ratko Mladić (2007).

Entre 1996 et 2008, Radovan Karadžić change son apparence physique. Lors de son arrestation à Belgrade, le ministre de la Justice serbe exhibe, en fin d'entretien, le portrait de Dragan Dabic, son nom de substitution : la presse serbe le surnomme « le Père Noël » en raison de sa barbe blanche et de ses cheveux longs attachés sur le haut de son crâne.
Devenu spécialiste de médecine alternative, il participe à plusieurs conférences et est employé par une clinique privée où il gagne bien sa vie. Il a aussi écrit plusieurs articles dans le magazine Zdrav Život (en français la « vie saine »). Lors d'une conférence de Dragan Dabic dans la ville de Kikinda, se trouvait au premier rang l'une de ses camarades d'école, Olga Bajsinski (pendant 4 ans) ; elle dit qu'elle n'avait pas reconnu Karadžić. Il rencontre aussi des personnalités politiques étrangères amies comme Jean-Marie Le Pen, qui lui a rendu visite pendant cette période. Durant sa seconde vie, il eut aussi une femme, Mila.
Le 21 juillet 2008, la chaîne d'informations Al Jazeera annonce sa capture par les forces spéciales serbes en territoire serbe. Cette arrestation aurait été rendue possible par la volonté du nouveau gouvernement serbe sous la présidence de Boris Tadić. Le 22 juillet 2008, l'arrestation de Radovan Karadžić est officiellement déclarée après une longue cavale de treize années. Il est transféré le 30 juillet 2008 vers le centre de détention du tribunal pénal international pour l'ex-Yougoslavie.

## Procès devant les juridictions internationales

### Polémiques entourant le procès
Richard Holbrooke aurait passé un accord avec Karadžić, lui promettant de ne plus le poursuivre si celui-ci se retirait de la vie politique bosniaque. Le New York Times, citant un diplomate américain, rapporte que Karadžić n'aurait pas respecté l'accord, et Holbrooke aurait, en 2000, fustigé l'ancien chef de guerre : « Ce salopard de Karadžić. J'ai passé un accord avec lui : qu'il se retire de la politique et nous ne le recherchons pas. Il a rompu cet accord, nous allons le traquer ».
Les polémiques se sont accentuées lors de la publication en 2007 du livre Paix et Châtiment de Florence Hartmann, ancien porte parole du procureur du tribunal pénal international pour l'ex-Yougoslavie qui avait accès à certaines pièces à conviction ignorées du grand public.
C'est à la suite de pressions des États-Unis qu'aurait été arrêté Radovan Karadžić en juillet 2008 par la police serbe.
En mars 2016, le président du gouvernement serbe, Aleksandar Vučić, qualifie le TPIY de « tribunal politique » ayant échoué à réconcilier les peuples dans l'ex-Yougoslavie,.

### Déroulement
Le 25 juillet 1995, le TPIY dresse un acte d’accusation à l’encontre de Radovan Karadžić, inculpé au titre de sa position de supérieur hiérarchique responsable des crimes commis par ses subordonnés ; il lui est notamment reproché d’avoir commis un génocide et d’autres crimes en Bosnie-Herzégovine. Le 16 novembre 1995, un autre acte d’accusation est émis à son encontre concernant les accusations de génocide et d’autres crimes commis dans la région de Srebrenica. Le 11 juillet 1996, la chambre de première instance délivre des mandats d'arrêt internationaux à l’encontre de Radovan Karadžić.
Après son arrestation à Belgrade, Radovan Karadžić est transféré le 30 juillet 2008, au quartier pénitentiaire des Nations unies à La Haye. Sa première comparution initiale devant le TPIY a lieu dès le lendemain. Le 29 août 2008, après que Radovan Karadžić a refusé de plaider coupable ou non coupable relativement à l’acte d’accusation utilisé au procès, le juge de la mise en état Iain Bonomy (en) prononce un plaidoyer de non-culpabilité au nom de l’accusé, en application du règlement de procédure et de preuve du Tribunal.

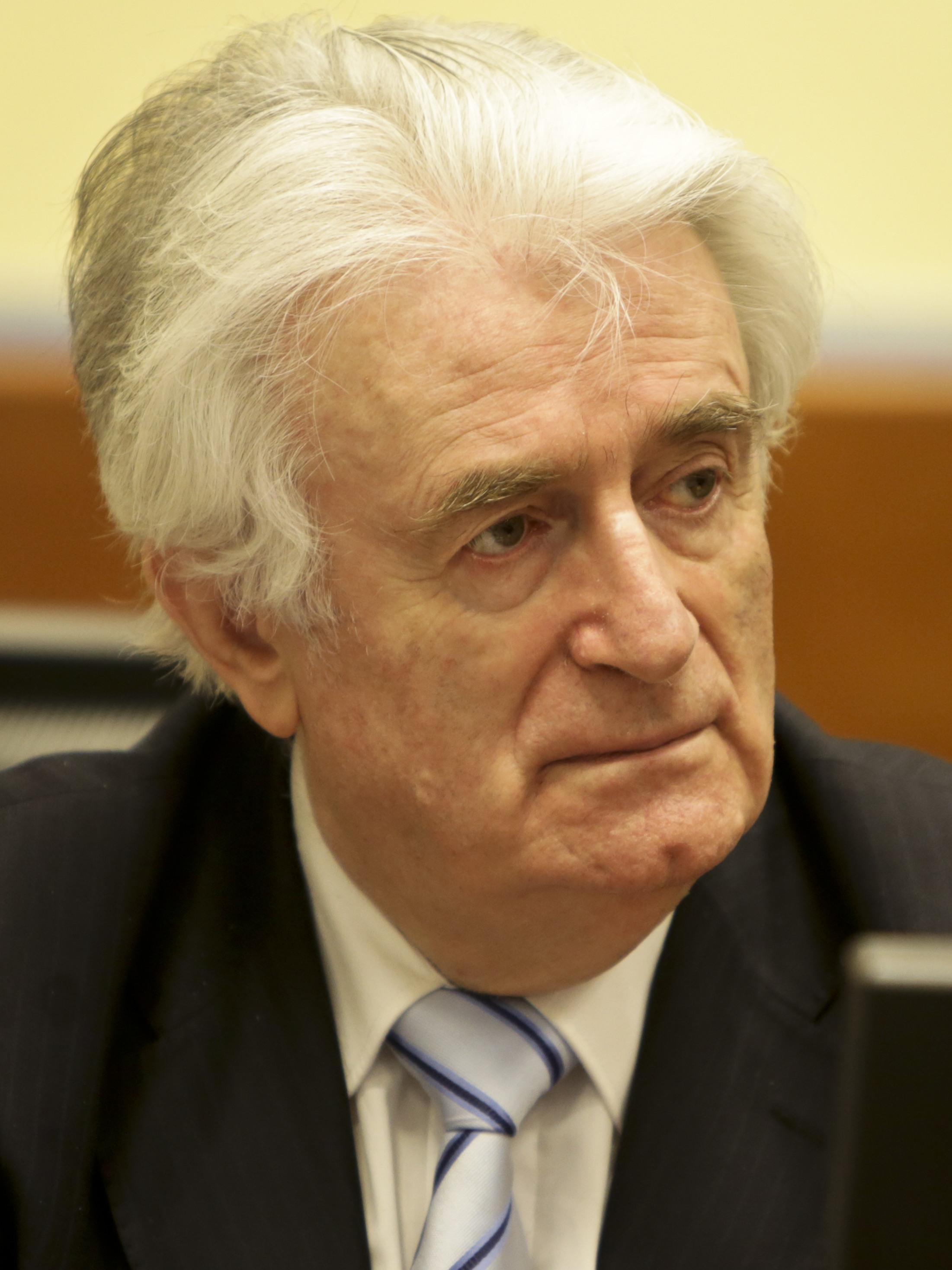
Radovan Karadžić devant le TPIY, en 2016.

Le 28 juin 2012, la chambre d'instruction de première instance rejette la requête aux fins d’acquittement déposée par la défense en ce qui concerne 10 chefs d’accusation. Elle accepte en revanche d’acquitter l’accusé pour ce qui est du chef 1 de l’acte d’accusation, à savoir l’accusation de génocide pour les crimes commis dans plusieurs municipalités de Bosnie-Herzégovine entre mars et décembre 1992. Le 11 juillet 2013, à la suite de l’appel interjeté par l’accusation, la chambre d'instruction d’appel annule la décision rendue par la chambre de première instance le 28 juin 2012 et rétablit l’accusation de génocide retenue contre l’accusé au chef 1 de l’acte d’accusation,,.
L'instruction se termine en octobre 2014, après 497 jours d’audience. Le procureur du tribunal pénal international pour l’ex-Yougoslavie requiert l'emprisonnement à perpétuité alors que Radovan Karadžić, qui assure seul sa défense, plaide non coupable.
Le 24 mars 2016, la chambre de première instance déclare Radovan Karadžić coupable de dix des onze crimes cités dans l'acte d'accusation,. Il est déclaré coupable de génocide soit le pire crime commis en Europe depuis la Seconde Guerre mondiale. Le génocide n'est cependant retenu que pour les actes commis dans la région de Srebrenica en 1995 et non pour les actes commis dans les autres municipalités.
Dans le verdict de 2016 contre Radovan Karadžić, le TPIY conclut qu’entre octobre 1991 et novembre 1995 il existait un projet commun visant à chasser à jamais, par la commission de crimes, les musulmans et les Croates de Bosnie du territoire revendiqué par les Serbes de Bosnie. Selon la juridiction, Radovan Karadžić, Momčilo Krajišnik, Nikola Koljević, Biljana Plavšić, Ratko Mladić, Mićo Stanišić, Momčilo Mandić, Zeljko Raznjatović (Arkan) et Vojislav Šešelj, constituaient une pluralité de personnes qui agissaient dans le cadre de ce projet commun et partageaient l’intention de commettre ces crimes.
Le 20 mars 2019, il est condamné en appel, par le MTPI, à une peine d'emprisonnement à perpétuité,. Son avocat annonce dans la foulée que son client souhaite une révision de la sentence. Dans une décision rendue le 2 avril 2019, Olufemi Elias (en), juge-président, rejette la demande en rappelant « qu'il n'y a pas de base légale dans le Statut ou dans le Règlement (du MICT) pour faire appel du jugement en appel ou d'une partie de celui-ci ». Le 12 mai 2021, il a été annoncé qu'il purgerait le reste de sa peine dans une prison britannique. Le lieu d'incarcération a depuis été identifié comme étant la prison de Parkhurst sur l'île de Wight,.

## Famille
Radovan Karadžić est l’aîné de trois enfants. Son père, Vuko, tchetnik durant la Seconde Guerre mondiale, fut blessé puis emprisonné pendant cinq ans par les partisans de Josip Broz Tito. En 1964, Radovan Karadžić épouse une camarade de promotion, Liljana (née le 27 novembre 1945 à Sarajevo). Deux enfants naîtront de leur union : Sonja, (née le 22 mai 1967 à Sarajevo) et Aleksandar (né le 14 mai 1973 à Sarajevo).

## Filmographie
De ce procès, et des compromis politiques auxquels il a donné lieu, le réalisateur allemand Hans-Christian Schmid a tiré le film La Révélation en 2009. Kerry Fox, sous le nom de Hannah Maynard, incarne le rôle de la procureure au TPI de La Haye : Carla Del Ponte dont l'ex-porte parole Florence Hartmann a été conseillère sur le film, commencé au moment où débutait à La Haye le procès de Radovan Karadžić.

## Poète
Il publie plusieurs recueils de poésie, même durant sa cavale :
- 1990 : Crna bajka (Svjetlost, Sarajevo)
- 1992 : Rat u Bosni: kako je počelo
- 1994 : Ima čuda, nema čuda
- 2001 : Od Ludog koplja do Crne bajke (Dobrica knjiga, Novi Sad)
- 2004 : Čudesna hronika noći (IGAM, Belgrade)
- 2005 : Pod levu sisu veka (Književna zajednica « Veljko Vidaković », Niš)